# Хофланд, Барбара
Ба́рбара Хо́фланд (англ.  Barbara Hofland) (1770—1844) — английская писательница, автор нескольких десятков художественных произведений.

## Биография
Урождённая Барбара Врикс родилась в семье Роберта Врикса, предпринимателя из Шеффилда. Барбаре было три года, когда она осталась без отца. В семье без кормильца ей рано пришлось начать зарабатывать себе на жизнь. Со временем она начала писать статьи и отправлять их в местную газету. В 1796 году она вышла замуж за бизнесмена Томаса Брэдшоу Хула, но два года спустя овдовела, оставшись с маленьким ребёнком на руках.
Барбара осталась жить в доме свекрови, издание книг приносило ей некоторый доход. В 1810 году Барабара вышла замуж второй раз за художника Томаса Хофланда и переехала в Лондон. В это время она была уже довольно известной писательницей, и хотя её муж был также довольно востребованным художником, выставлявшим свои работы в Королевской академии художеств, именно творчество Барбары приносило семье основной доход. Сын Барбары, Фредерик, стал англиканским священником, но скончался в 1832 году. 
Барбара Хофланд поддерживала дружеские отношения с архитектором Джоном Соуном для которого составила нечто вроде путеводителя по его музею. Кроме прозы, писательница писала стихи и публицистические статьи.
Детские книги Барбары Хофланд нередко были выдержаны в назидательном ключе. Некоторые из них при жизни писательницы выдержали более 20 изданий в Англии и США, переводились на французский язык. Однако сегодня творчество Барбары Хофланд практически не востребовано в англоязычных странах.

## Роман «Девица из Москвы»
Интересным примером прозы Барбары Хофланд является роман «Девица из Москвы» («The Maid of Moscow»), опубликованный в 1815 году и вскоре несколько раз переизданный, после чего достаточно прочно забытый на долгое время. Написанный в виде романа в письмах, автором значительной части которых является русская дворянка, девица Ивановна, а её корреспондентом — старшая сестра, жена графа Федеровича, опус Барбары Хофланд является своеобразным откликом на роль русских в победе над Наполеоном. Несмотря на некоторую безграмотность автора в области русских имён и названий, текст выдержан в достаточно благожелательном по отношению к России ключе, многократно живописуется мужество русской армии, многословно опровергается (принятое в Англии в то время?) представление о русских, как о грубых варварах.
Единственным источником для Барбары Хофланд, видимо, служили английские и, может быть, французские газеты. Имена французских генералов она приводит обычно совершенно верно. Непривычные английскому слуху российские названия изобилуют ляпсусами («Бонапарт теперь покидает Витесп и движется к Смоленско»), но при этом упоминаются реальные детали второстепенных сражений, таких как бой под Иньково («Платов добыл важную победу над корпусом Себастиани»), под Салтановкой («Ты, наверное, слышала, что Багратион счёл невозможным соединиться с основными силами, но энергично атаковал Даву»)  при Валутиной горе («В бою у Валентины (...) от трёх до четырёх тысяч врагов полегло на поле боя, и среди них генерал Гюден»). 
Роман в 2012 году был переведён К. А. Сошинской на русский язык под названием «Ивановна, или Девица из Москвы» и издан с предисловием, но без научного комментария.